# Sort Sol
Sort Sol (svart sol) är ett danskt rockband från Köpenhamn, som startades som punkband i hösten 1977 under namnet Sods. Gruppen bytte 1981 namn till Sort Sol efter det danska naturfenomenet med samma namn. Idag består gruppen av Steen Jørgensen, Tomas Ortved och Lars Top-Galia.
Som punkband inspirerades Sort Sol av band som The Clash, Sex Pistols, Ramones, Suicide och Television. Gruppen har vunnit tio danska Grammy-priser. Albumen Flow My Firetear (1991) och Glamourpuss (1994) fick priset för årets danska album. Ett av gruppens mest populära sånger är "Let Your Fingers Do the Walking" från 1993, som användes i filmen Nattvakten.